# 布尔根兰州奥勒尔斯多夫
布尔根兰州奥勒尔斯多夫是奥地利布尔根兰州居辛县的一个市镇。总面积8.86平方公里，总人口982人，人口密度110.8人/平方公里（2001年）。